# Петросян, Александр Сергеевич
Петросян, Александр Сергеевич (16 августа 1965, Львов, УССР) — российский фотограф и фотохудожник. Работает в жанрах репортаж, стрит-фото.

## Биография
Александр Петросян родился в Львове в 1965 году в творческой семье: отец — армянин, музыкант и композитор из Грузии, мать — украинка, певица из Украины. В детстве посещал музыкальную школу, где успешно занимался.

### Творческая деятельность
Интерес к фотографии проявился в 14 лет после получения на день рождения фотоаппарата Смена-8.
Серьёзно занялся фотографией в 2000 году.
В 2003—2008 годы работал фотокорреспондентом в городском еженедельнике «Мой район»
С 2010 года работает в Коммерсантъ штатным фотографом.
Автор иллюстраций для журналов «Newsweek», «National Geographic», «GEO», «Русский репортёр», «Огонёк», «Деньги», «Власть», а также в газет «Коммерсант», «Известия», «Аргументы и факты», «Комсомольская правда», «Деловой Петербург» и других.

## Личная жизнь
Жена — Ольга Петросян. Имеют 4 детей.

## Премии
2003 год — знак отличия (Award of Exellence) в категории «фотожурналистика» на 25 всемирном конкурсе «Сообщество нового дизайна» в городе Сиракузы (штат Нью-Йорк, США).
2006, 2007 годы — победитель в петербургской премии «Фотограф года» (номинация: фоторепортаж).
2008 год — победитель второго всероссийского фотоконкурса «Мой город. Взгляд сквозь объектив».
2009 год — гран-при премии фонда развития фотожурналистики, также 1-е место в номинациях «повседневная жизнь»; «природа и окружающая среда», 3-е место «культура и искусство».
2009 год — первая открытая национальная премия «лучший фотограф» — 1-е место в номинации «архитектура»
2011 год — первая открытая национальная премия «лучший фотограф» — 1-е в номинации «жанр».
2017, 2020 год — победа в номинации «Фото года» на «Золотом пере».
2021 год - Гран-при «Золотое перо».
2022 год - специальный приз Союза журналистов России "Главное фото".